# MVV in het seizoen 1967/68
Het seizoen 1967/1968 was het 14e jaar in het bestaan van de Maastrichtse betaaldvoetbalclub MVV. De club kwam uit in de Eredivisie en eindigde daarin op de 13e plaats. Tevens deed de club mee aan het toernooi om de KNVB Beker, hierin werd in de tweede ronde verloren van Elinkwijk (1–2).

## Wedstrijdstatistieken

### Eredivisie
|       | ADO   | Ajax  | DOS   | DWS   | Feijenoord | Fortuna '54 | Go Ahead | GVAV  | NAC   | N.E.C. | PSV   | Sittardia | Sparta | Telstar | FC Twente '65 | Volendam | Xerxes/DHC '66 |
| ----- | ----- | ----- | ----- | ----- | ---------- | ----------- | -------- | ----- | ----- | ------ | ----- | --------- | ------ | ------- | ------------- | -------- | -------------- |
| Thuis | 1 – 2 | 0 – 4 | 2 – 0 | 2 – 0 | 0 – 2      | 2 – 0       | 1 – 1    | 1 – 1 | 2 – 0 | 1 – 0  | 0 – 0 | 6 – 4     | 0 – 0  | 3 – 2   | 0 – 1         | 0 – 0    | 0 – 0          |
| Uit   | 2 – 1 | 4 – 0 | 1 – 0 | 0 – 0 | 3 – 0      | 2 – 2       | 2 – 0    | 2 – 2 | 1 – 1 | 4 – 2  | 0 – 3 | 2 – 2     | 2 – 0  | 0 – 0   | 2 – 1         | 4 – 1    | 2 – 1          |

### KNVB Beker
| Groepsfase                                         | MVV                                                    | 4 – 0 (3 – 0) | Sittardia                              |
| 31 december 1967 Plaats: Maastricht De Geusselt    | Joop Ensinck 3' Willy Brokamp 25', 27' Zef Geurten 75' |               |                                        |
| Groepsfase                                         | Fortuna '54                                            | 3 – 3 (2 – 0) | MVV                                    |
| 21 maart 1968 Plaats: Geleen Mauritsstadion        | Piet Giesen 6' Uwe Fischer 19', 75'                    |               | 57', 67' Zef Geurten 85' Gerard Hoenen |
| Groepsfase                                         | Limburgia                                              | 1 – 1 (1 – 1) | MVV                                    |
| 24 maart 1968 Plaats: Brunssum Venweg              | Willy Coolen 22'                                       |               | 25' François Herben                    |
| Groepsfase                                         | Roda JC                                                | 2 – 2 (2 – 1) | MVV                                    |
| 7 april 1968 Plaats: Kerkrade Kaalheide            | Uwe Blotenberg –', 28'                                 |               | 5' Willy Brokamp 50' Zef Geurten       |
| 2e ronde                                           | Elinkwijk                                              | 2 – 1 (2 – 0) | MVV                                    |
| 28 april 1968 Plaats: Utrecht Amsterdamsestraatweg | Leen van de Merkt 28' Bert Teunissen 37'               |               | 52' François Herben                    |

## Statistieken MVV 1967/1968

### Eindstand MVV in de Nederlandse Eredivisie 1967 / 1968
| Stand | Gespeeld | Gewonnen | Gelijk | Verloren | Punten | Doelpunten voor | Doelpunten tegen |
| ----- | -------- | -------- | ------ | -------- | ------ | --------------- | ---------------- |
| 13e   | 34       | 8        | 12     | 14       | 28     | 37              | 50               |

### Topscorers
| #                    | Naam           | Goal |
| -------------------- | -------------- | ---- |
| 1.                   | Willy Brokamp  | 10   |
| 2.                   | Carel Breikers | 7    |
| 2.                   | Bert Willems   | 7    |
| 4.                   | Zef Geurten    | 5    |
| 5.                   | Jo Bonfrère    | 3    |
| 6.                   | Gerard Hoenen  | 2    |
| 7.                   | Joop Ensinck   | 1    |
| Onbekende doelpunten |                |      |
| –                    | Onbekend       | 2    |
| Totaal               | Totaal         | 37   |

| #      | Naam            | Goal |
| ------ | --------------- | ---- |
| 1.     | Zef Geurten     | 4    |
| 2.     | Willy Brokamp   | 3    |
| 3.     | François Herben | 2    |
| 4.     | Joop Ensinck    | 1    |
| 4.     | Gerard Hoenen   | 1    |
| Totaal | Totaal          | 11   |

## Voetnoten
ADO ·
Ajax ·
DOS ·
DWS ·
Feijenoord ·
Fortuna '54 ·
Go Ahead ·
GVAV ·
MVV ·
NAC ·
N.E.C. ·
PSV ·
Sittardia ·
Sparta ·
Telstar ·
FC Twente '65 ·
Volendam ·
Xerxes/DHC '66